# 다마쓰촌 (에히메현 니이군)
다마쓰촌(玉津村)은 에히메현 니이군에 설치된 촌이다. 